# Mata dos Cocais
La mata dos Cocais es un interespacio transicional brasileño, que queda entre la floresta amazónica y la caatinga, ocupa los estados del Maranhão, Piauí, Ceará, Pará y el norte del Tocantins. Tiene ese nombre por la alta cantidad de cocais, principalmente el babaçu y la carnaúba.

## Situación

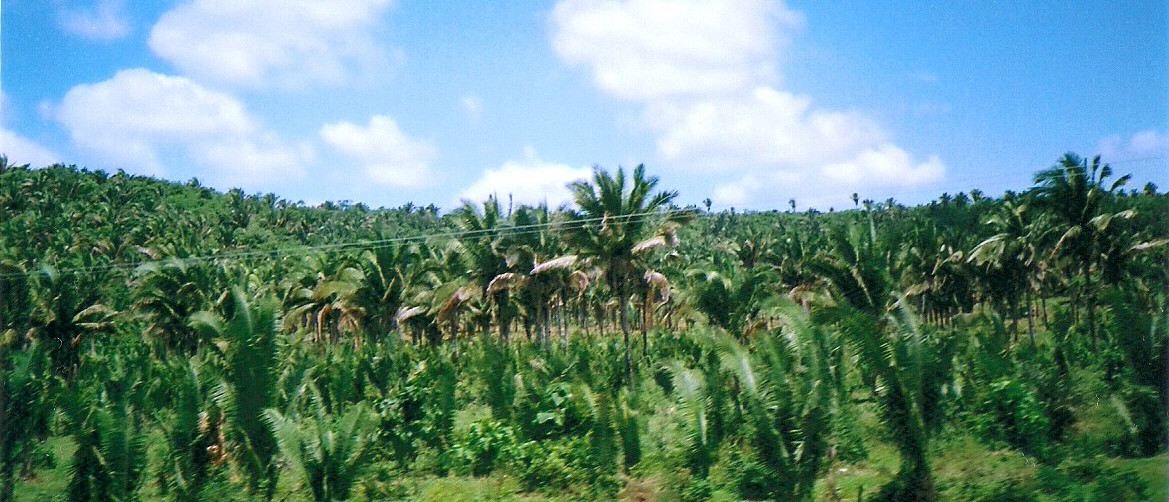
El bosque de los Cocais en el estado del Maranhão.

El bosque de los Cocais está situado entre una zona de transición de los biomas de la Amazonia y de la caatinga en los estados del Maranhão, Piauí Ceará y norte del Tocantins.
La dictadura militar en Brasil (1964-1984) estimuló la instalación económica de manufacturas como la química, metalúrgica, siderúrgica, minería, madera, entre otros. Además del turismo con construcciones históricas como el mercado Ver-o-Peso.
El desarrollo de Unidades Federales comenzaron a ser instaladas a partir de 2001, como las reservas biológicas de Tapirapé y Gurupi y la floresta nacional de Carajás, que actualmente es conservada por el Instituto Chico Mendes de Conservación de la Biodiversidad.

## Relieve
Esta zona tiene muchas formas de relieve, como la llanura, las depresiones, el planalto, la estructura rocosa formada por rocas cristalinas (formada por cristales) y sedimentarias.
La formación del suelo es laterítica "formada con óxidos de hierro y aluminio", además de las estructuras neosólicas "suelos apenas formados" y arcillosos. El suelo de este bioma es rico en minerales como hierro, níquel, oro, bauxita, diamante, aluminio, además de la arcilla caolín.
La condición del suelo para las actividades agrícolas son regulares, sin embargo en algunas áreas del Pará y Tocantins hay una buena reserva de nutrientes para la agricultura y en las áreas del Maranhão y Piauí, y suelos con exceso de aluminio y una alta salinidad en los mangles (es un ecosistema costero, de transición entre los ambientes terrestre y marino, una zona húmeda característica de regiones tropicales y subtropicales).

## Vegetación y flora
La vegetación de la Mata de los Cocais está compuesta de florestas tropicales y amazonenses secundarios, o, florestas "reconstituidas post-deforestación". Las características de estos biomas son:
- La mayoría de los árboles son babaçu, carnaúba, oiticica y buriti,
- Gran biodiversidad de especies de palmeras, como el açaí;
- Las hojas de las palmeras son grandes y finas;
- En las menores altitudes, son ricas en especies nativas de arbustos.

## Clima
Ese ecosistema tiene diferencias de clima, se pueden encontrar tres tipos de climas: ecuatorial húmedo, tropical semihúmedo y tropical semiárido.
- Ecuatorial húmedo: Como clima de este bioma es el más cálido y lluvioso. La gran pluviosidad es debida a la proximidad de la línea de Ecuador y la humedad por la potencia de los acuíferos de la cuenca del río Araguaia y del Río Tocantins, además de los vientos alisios del Centro de Alta Presión de la Antártica. La temperatura es de 20 a 40 grados y la pluviosidad por encima de 2000 milímetros;
- Tropical semihúmedo: Con más del 65% del clima de este bioma tiene influencia en el Ecuatorial húmedo, sin embargo es un clima cálido por las corrientes brasileñas y tiene  menor precipitación, con una pluviosidad de entre 1000 a 2000 milímetros y una temperatura de 23 a 36 grados;
- Tropical semiárido: Con el 15% de la ocupación del bioma es el clima más seco, con precipitación entre 500 a 1000 milímetros y con una temperatura de 25 a 40 grados.

## Hidrografía
La hidrografía de la Mata de los Cocais proviene de los ríos Tocantins y Araguaia, en el Cerrado hasta la Mata de los Cocais, además del acúmulo de los acuíferos Tocantins-Araguaia.

## Fauna y flora
La fauna es muy diversificada, teniendo, sin embargo, pocos mamíferos de grande porte. Al nivel del suelo hay pocos animales, viviendo la mayoría en las copas de los árboles: aves, monos, insectos, etc. En las agua de los ríos pueden ser encontrados el boto, la ariranha y el tamanduá-bandera. Su fisonomía según un estudio ha ocurrido a partir de las manipulaciones de los seres humanos. Se observa que en el Maranhão prevalecía una floresta preamazónica. En el Piauí, además de la preamazónica existían también los cerrados.
La flora de la Mata de los Cocais está siendo recuperada naturalmente. En la época de la dictadura militar en Brasil se facilitó la explotación degenerativa de la región de los estados del Pará y Tocantins, además de los recursos de la Caatinga.

## Economía
La economía de los Estados que quedan en este bioma está basada en la minería, la química y la producción alimenticia.
- Minería: La región en que sitúa el bioma tiene un gran potencial en la extracción de oro, diamantes, níquel, lutita betuminosa, bauxita y aluminio. Queda en el área del Grande Carajás. Según el consumo actual estas minas durarán unos 160 años.
- Química: En el inicio de los procesos de minería del área, buscando mano de obra y materia prima barata, se instalaron  manufacturas químicas. Las mayores industrias son las de bauxita y caolín.
- Alimentación: Por la gran productividad de las áreas del Pará y Tocantins, la producción de aceites vegetales, ganadería y palmeras es la más elevada del Norte, para la alimentación regional.

Cómo "mascota" tiene al lobo guará, que está en extinción, en los ríos tenemos ariranhas, y acarás-banderas. Aves diversas, como el gavilán rey, son abundantes en la mata de los cocais. Teniendo también conejos silvestres que son muy apreciados en degustación

## Problemas e Impactos Ambientales
El bioma es naturalmente frágil, y en busca de suelos fértiles, extracción de minerales y de madera, además de la instalaciones industriales, están contaminando el acuífero Tocantins-Araguaia, tierras fértiles, y la desertización provocan la acumulación de gas carbónico y metano
En el futuro, la mayor parte de este bioma podría convertirse en sabana o estar desertificado.

## Desarrollo Sostenible
El desarrollo sostenible es el sistema de desarrollo económico que no agrede la naturaleza. El proyecto de desarrollo sostenible se produce desde 2001, por el proyecto del Instituto Chico Mendes de Conservación de la Biodiversidad. Los recursos más usados son el babaçu, la oiticica y la carnaúba.
Productos hechos a partir de palmeras de la Mata de los Cocais:
- Babaçu: Biocombustible, aceite, pienso, palmito
- Buriti: Dulces, aceite, productos de belleza, artesanía
- Carnaúba: Laxante, cera, componentes electrónicos, productos alimenticios, madera, fertilizante.
- Oiticica: Biocombustible, productos de belleza e higiene